# Viola cuicochensis
Viola cuicochensis là một loài thực vật có hoa trong họ Hoa tím. Loài này được Hieron. miêu tả khoa học đầu tiên năm 1895.